# 四つの終止符
『四つの終止符』（よっつのしゅうしふ）は、西村京太郎の長編推理小説。1963年に短編「歪んだ朝」でオール讀物推理小説新人賞を受賞したことで執筆の機会を得て、1964年に刊行された著者初の長編書き下ろし作品。
西村京太郎といえば今日ではトラベルミステリーの第一人者として知られているが、初期の本作は社会派推理小説に分類されるジャンルの作品である。本作が発表された1年後、現実でも同時期に聾者の被告に関する意思疎通の不十分性が問題となる点で類似する事件（蛇の目寿司事件）が起こっており、著者の社会感覚の鋭敏さが示された作品でもある。
著者の西村は、聾唖者教育の現状が貧困で一般の認識度も低いことや、聾者は発声機能が損なわれているわけではないため本人もろう学校の先生も懸命な努力をして発音しているにもかかわらず、世間の嘲笑の対象となってしまうことにたいしての怒りなどをこの作品に込め、「彼らを理解する手助けになれれば幸いである」と本作のあとがきで述べている。

## ストーリー
聾者の青年佐々木晋一は、病身の母辰子と2人で貧しい暮らしを送っていた。小さな工場で働くが、意思疎通がうまく図れず、孤立していた。そんな晋一に、近所のバーの女給石母田幸子だけは心を寄せていた。
ある日、晋一が母のために買った栄養剤「ビタホルン」を飲んだ母が毒死してしまう。栄養剤には砒素が含まれていた。警察には「病身の母が邪魔になって毒殺した」のだと疑われ、当然のように晋一が逮捕される。意思疎通の不自由から無実を訴える晋一を警察はまともに取り合わない。しかし幸子は晋一の無罪を信じ、応援していた。
形勢不利な晋一に弁護士は、徒らに無実を主張するより裁判で刑法40条（聾唖者の刑罰減免を定めた規定、現在は削除）による無罪を勝ち取るよう提案し、晋一の救出を望む幸子はそれを伝える。幸子は昔、同じ聾者だった弟を事故死させたことに責任を感じ、どうしても晋一を助けたいと思っていた。だが、幸子にまで裏切られたと誤解し、絶望した晋一は遺書を残して自殺する。それを知りショックを受けた幸子も、後を追って命を絶つ。
妹分の幸子の死に報いてやりたいと思った松浦時枝は、同じく真犯人を追う新聞記者の古賀博幸と協力する。
当初古賀は毒物の出所となった富子を疑っていたが彼女も自殺してしまう。それでも諦めなかった時枝はついに真実を突き止め、一人の死から始まった事件の真犯人を見出した。
結局、辰子・晋一・幸子・富子という4人の死（4つの終止符）を引き起こして事件は幕を閉じる。

## 登場人物
松浦 時枝
主人公にして主な視点主。幸子と同じバーで働く女給。実際は32歳だが、28歳だと自称している。小柄な体格をしており、通称“お時さん”。
貧乏暮らしから旅館の仲居、バーの女給と苦労をしており、そのことから夜の女を気取っているが実際は感傷的でお人好し。自分でも自覚しているが素直になれない。
幸子のことは「何を考えているのかよくわからない」ことから近づきがたいと思っていたが、晋一の一件で見直し妹のように思うようになる。晋一と幸子の一件で憤りを覚え、事件の真相を調べ始める。
石母田 幸子（いしもだ さちこ）
バー「菊」の女給。20歳だが老けてみえる。周囲に反対されながらも晋一に心を寄せる。弟も聾者だったが、7歳の時に線路を歩き、後ろからきた電車に撥ねられて亡くなった。当時は弟の存在を恥ずかしく思っており、付き添ってやらなかったために弟が死んでしまったと今も自責の念を抱いている。
古賀 博幸（こが ひろゆき）
「東日新聞社会部」記者。童顔。最初は晋一が犯人だと思っていたが、終盤ではもしかしたら他に犯人がいるのかもしれないと思いはじめ、時枝とともに事件の真相を探る。
佐々木 晋一
聾者の19歳の青年。貧しいアパート（通称ハーモニカ長屋）に母と2人で暮らし、水神森にある小さな「北見玩具工場」で働く。耳が聞こえないことから周囲に敬遠され孤立していた。
序盤で母親が砒素の入った栄養剤「ビタホルン」を飲んだことで死亡してしまい、犯人として警察に逮捕されてしまう。
坂井 キク
バー「菊」のマダム。40歳を超えた太った女性。
田辺 ウメ（たなべ うめ）
ハーモニカ長屋の住人。40歳。夫と別れて1人暮らし。病気の辰子をいつも気遣っており、辰子が亡くなっているのにも最初に気付いた。
佐々木 辰子
晋一の母。心臓を患い、寝たきりの病身。砒素の入った栄養剤「ビタホルン」を飲んだことで死亡する。
大坪
辰子のかかりつけの医師。外見は無精ひげをはやすなど豪放だが、見かけによらず感傷的な部分もある。
樫村 富子
「樫村薬局」の薬剤師。32,3歳。晋一に栄養剤「ビタホルン」を売る。
時枝には「30歳を過ぎて幸せを掴んだ」ことから自分に近い境遇として同情的な目で見られている。
北見 徳助
「北見玩具工場」の工場長。晋一のことは「ボランティアのつもりで雇っていた」と語るが、事件の後は聾者を雇うのはこりごりだと語る。
町村
「北見玩具工場」での晋一の同僚。第三者（健常者）から見た晋一の印象を証言する。
早川 伍郎（はやかわ ごろう）
晋一と同じ城東聾学校出身の少年。現在は「田中鍍金」で働いている。盗癖があり、晋一に頼まれ、職場から青酸加里を盗んで渡したと自供する。
田中 喜三
「田中鍍金」の工場長。早川の上司。
舘野（たての）
東京都立城東聾学校の教師。言葉の発声方法など聾児教育を行っている。角ばったいかつい顔をしている。聾者の支援が行き届いていない現在の状況を嘆いている。
宝井 清太郎
亀戸に「宝井法律事務所」をかまえる弁護士。古賀に紹介され、幸子らが晋一の弁護を頼む。
片岡 のり子
足立聾学校卒業生。晋一の事件を知り、東日新聞に投書を送る。
白川 トメ
幸子の叔母。
樫村 雄介（かしむら ゆうすけ）
富子の夫。富子より3歳年下。長身で整った顔立ちをしている。亀戸駅前にある「南田建設」に勤めている。定時制高校出身。
曾根（そね）
「南田建設」営業課所属で雄介の同僚。
仲田 圭子
晋一が樫村薬局でビタホルンを買うところを目撃した少女。
木崎
城東警察署の警部補。
広瀬
城東警察署の刑事。
田島
城東警察署の刑事。40代くらいで色が黒い。序盤と終盤に登場した。

## 書籍情報
- 『四つの終止符』単行本：ポケット文春、1964年
- 『四つの終止符』文庫：講談社文庫、1981年10月15日、ISBN 4-06-136212-7、解説：佐橋文寿
- 『四つの終止符 天使の傷痕 西村京太郎 長編推理選集』単行本：講談社、1987年2月、ISBN 978-4-06-194501-2

## 映画

### この声なき叫び（1965年）
『この声なき叫び』のタイトルで松竹が制作し、1965年1月30日に公開された。製作：脇田茂、脚本：柳井隆雄、石田守良、今井金次郎、監督：市村泰一。
原作の主題を踏まえつつも、ストーリー展開は大幅に変更されている。
原作では自殺を図った晋一は死亡するが、本作では一命を取り留め、晋一の無実を信じる幸子が真相にたどり着くハッピーエンドとなっている。

#### キャスト
- 佐々木晋一：田村正和
- 佐々木辰子：荒木道子
- 石母田幸子：香山美子
- 松浦時枝：南田洋子
- 古賀博幸：園井啓介
- 樫村富子：木村俊恵
- 樫村雄介：丹英二
- 木崎警部補：高野真二
- 田島刑事：庄司永建
- 広瀬刑事：宗方勝巳
- 田辺ウメ：菅井きん
- 大坪医師：志村喬
- 室井清太郎：北村和夫
- 舘野：笠智衆
- 聾学校教師：倍賞千恵子

### 四つの終止符（1990年）
劇団GMGの自主制作映画。脚本・監督：大原秋年。
本作では、事件の真相を追うのは晋一の祖父・進となっている。

#### キャスト
- 佐々木晋一：岡本好之
- 佐々木辰子：まついひろ子
- 佐々木進：河西誠
- 石母田幸子：小澤みどり
- 時枝：篭崎緑
- 樫村富子：越石定子
- 樫村雄介：中村千尋
- キク：渡辺睦子
- 木崎警部補：小笠英樹
- 田島刑事：橋口貴則
- 広瀬刑事：高島徹
- 室井弁護士：田島恒
- 舘野先生：成田ひとみ

## テレビドラマ

### 1982年版
『影なき殺意』（かげなきさつい）というタイトルで1982年6月22日に『火曜サスペンス劇場』枠で放送された。

#### キャスト（1982年版）
- 時枝 - 泉ピン子
- 国広富之
- 松村達雄
- 幸子 - 影山仁美
- 入川保則
- 牧伸二
- 石田信之
- 小瀬格
- 西岡慶子
- 原田樹世土
- 志麻いづみ
- 晋一 - 鈴木秀治
- 辰子 - 由起艶子
- 小野敦子
- 重久剛一
- 谷しげる
- 久野泰助
- 二宮寛
- 手嶋秀人
- 安達広
- 水口優
- 文野太郎
- 木村朱見
- 中村武巳
- 石黒正男
- 田村元治
- 橋本京子
- 田沢仁章
- 河合博
- 栗田芳広
- 植村喜八郎
- 福島俊幸
- 山崎満
- 野瀬美和子
- 多賀基史
- 劇団あすなろ
- 劇団日本児童
- 劇団射手座
- 芸プロ

#### スタッフ（1982年版）
- 企画：小坂敬、山本時雄
- プロデューサー：田辺昌一、駒井憲二、福地達
- 脚本：井手俊郎
- 音楽：大谷和夫
- 監督：柴田敏行
- 製作：日本テレビ、テレワイド
- テーマ曲：岩崎宏美「聖母たちのララバイ」

### 2001年版
「女と愛とミステリー」でテレビドラマ化され、BSジャパンで2001年1月14日に、テレビ東京で2001年1月17日に放送された。

#### あらすじ（2001年版）
パブスナック「美どり」で働く松浦時枝（かたせ梨乃）は、同僚の石母田幸子（高橋かおり）が近くの玩具工場で働く聾者の佐々木晋一（河相我聞）と親しげに手話で会話しているのが気になっていた。「美人なんだから、入れあげても一銭にもならない客より他の客を呼び込みなさい」というママ・坂井キク（山村紅葉）の忠告にも耳を貸さず、工場の昼休みに一緒にご飯を食べたり、晋一の病弱な母にお金を渡していたりもするらしい。しかしその幸子のアドバイス通り、誕生日祝いに近くのベーカリー「ルカ」で買った養蜂場直産の蜂蜜を晋一がプレゼントしたところ、それを食べた母の辰子（北林早苗）が亡くなってしまう。蜂蜜から砒素が検出されたため、晋一に母親殺しの容疑がかけられ、仕事を終えた後に行方がわからなくなったと警察が幸子の元へとやってくる。そこで時枝は初めて、幸子が昔、晋一と同じく聴覚障害者だった弟を亡くしていることを知り、晋一に親身になっていた理由がわかる。幸子は「あの人は無実です」と言い切るが、やがて発見された晋一は警察官に反抗したとして公務執行妨害で逮捕されてしまう。取り調べには手話通訳がついたが、晋一の言い分を警察は信じなかった。
時枝は幸子を誘い、晋一の写真を持って浅草で彼の事件当日のアリバイを探すが、晋一が立ち寄ったというラーメン屋でもベーカリー「ルカ」でも、有力な情報は得られない。しかし2人はその代わり、「ルカ」の店主の樫村富子（美保純）が、謎の男（大鶴義丹）と言い争っているのを目撃し、同じく事件を取材していた古賀博幸（西村和彦）から、男が富子の弟で元暴力団の森脇礼次であることを知る。その後2人は古賀に連れられて富子の夫の樫村雄介（坂上忍）や辰子の主治医の大坪医師（山田吾一）、晋一のろう学校時代の教師・舘野望（ケーシー高峰）を訪ねて話を聞く。晋一はやはり無実だという思いを強めた2人は古賀に弁護士の室井清太郎（織本順吉）を紹介してもらうが、 無実を訴えるよりも病気に苦しむ母親を慈悲の心で安楽死させたという方向で弁護し、執行猶予を勝ち取った方が良いと言われ、しぶしぶながらもその意向を晋一に面談して伝える。しかし幸子にすら無実を信じてもらえないと絶望した晋一は、舘野や大坪医師、「ルカ」の奥さんや幸子に「親切にしてくださってありがとう」とお礼の言葉とともに「自分のことを信じてくれたのは母だけでした。」と書いた遺書を残して自殺してしまう。そして自分のせいだと思いつめた幸子も、「晋一さんは絶対に無実。汚名を着せた警察に死んで抗議する。」という言葉を残してマンションから飛び降り自殺する。
2人が亡くなったことや、同じ聴覚障害者から届いたという投書から、やはり晋一は無実だったのかもしれないと感じた古賀は、「今さら遅い」と憤る時枝に対して事件を洗い直すと宣言。そしてもう一度2人で晋一の遺書を見返し、なぜお礼の対象に富子が入っているのか疑問に思う。2人でもう一度「ルカ」を訪ねるが、樫村夫妻は何も話さないまま山中湖へと行ってしまう。しかしラーメン屋の娘からは、富子が厨房から封の開いた蜂蜜を持ってきて晋一に渡していたという新たな証言を得ることができた。2人は以前富子が弟の礼次と言い争っていたことや、礼次には「遠藤消毒」という白アリ駆除のヒ素を扱う会社に知り合いがいることから、彼への疑いを強め、彼の職場を訪ねる。

#### キャスト（2001年版）
- 松浦時枝（パブスナック「美どり」のホステス） - かたせ梨乃
- 石母田幸子（パブスナック「美どり」のホステス） - 高橋かおり
- 佐々木晋一（聾者・北見玩具製作所で働いている20歳の青年） - 河相我聞
- 樫村富子（天然酵母ベーカリー「ルカ」店主・クリスチャン） - 美保純
- 樫村雄介（富子の夫・亀戸の曾根会計事務所に勤める税理士） - 坂上忍
- 古賀博幸（新聞記者） - 西村和彦
- 森脇礼次（富子の弟・元暴力団） - 大鶴義丹
- 坂井キク（パブスナック「美どり」のママ） - 山村紅葉
- 佐々木辰子（晋一の母・狭心症） - 北林早苗
- 木崎警部 - 東野英心
- 田島刑事 - 四方堂亘
- 松山（牧師） - 河原崎建三
- 田辺ウメ（佐々木家の隣人） - 石井トミコ
- 曾根所長（曾根会計事務所の所長） - 二瓶鮫一
- 時枝の父 - 小沢象
- 時枝の母 - 泉晶子
- 白川トメ（幸子の叔母） ‐ 今本洋子
- 大坪（辰子を往診していた医師） - 山田吾一
- 室井清太郎（弁護士） - 織本順吉
- 舘野望（東京都立城東ろう学校教師） - ケーシー高峰
- 石母田篤 - 八木俊彦[3]
- 恵子（食堂の娘・橘花女子高等学校の生徒） - 小川摩起
- 田窪一世、小柳友貴美、風間正文、三夏紳、深山義夫、妹尾正文、斎藤清六、吉田吉輝、青野瑛理、佐藤秀輔、秋永裕司、星野広樹、渡辺宇紺、山本絹代

#### スタッフ（2001年版）
- 脚本 - 齊藤珠緒
- 監督 - 齋藤光正
- 音楽 - 小西香葉、近藤由紀夫
- プロデューサー - 佐々木彰（テレビ東京）、大藤博司
- 撮影 - 野口幸三郎
- 照明 - 松井博
- 録音 - 川田保
- VE - 新部信行
- 助監督 - 津崎敏喜
- 制作担当 - 今村勝範
- 制作主任 - 金井光則
- 編集 - 河原弘志
- 選曲 - 山本逸美
- 技術協力 - IMAGICA
- 編集・MA - 映広
- 制作デスク - 永山佳代子
- 擬斗 - 深作覚
- 刺青師 - 霞涼二
- 協力 - 全日本聾唖連盟、東京都聴覚障害者連盟、東京都立江東ろう学校
- 製作 - テレビ東京、BSジャパン、ユニオン映画